# Ernst Röhm

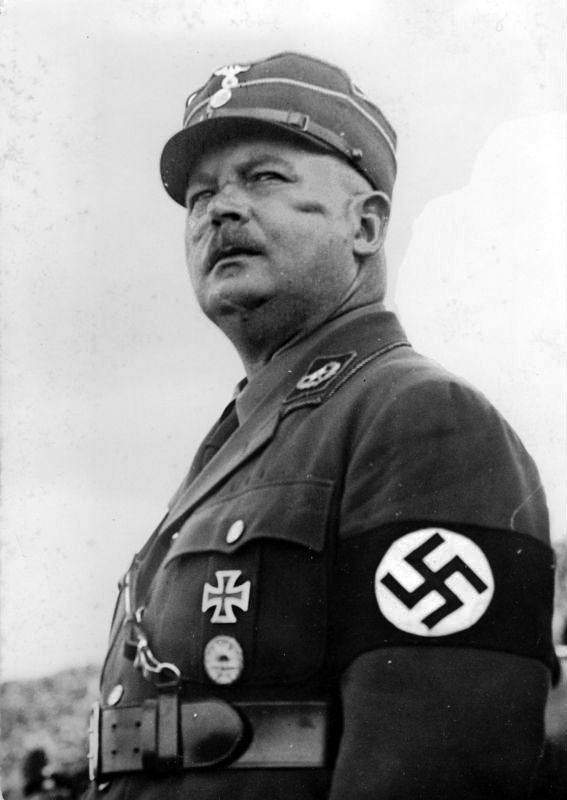
Ernst Röhm bei einem SS-Appell, Deutsches Stadion Berlin, August 1933

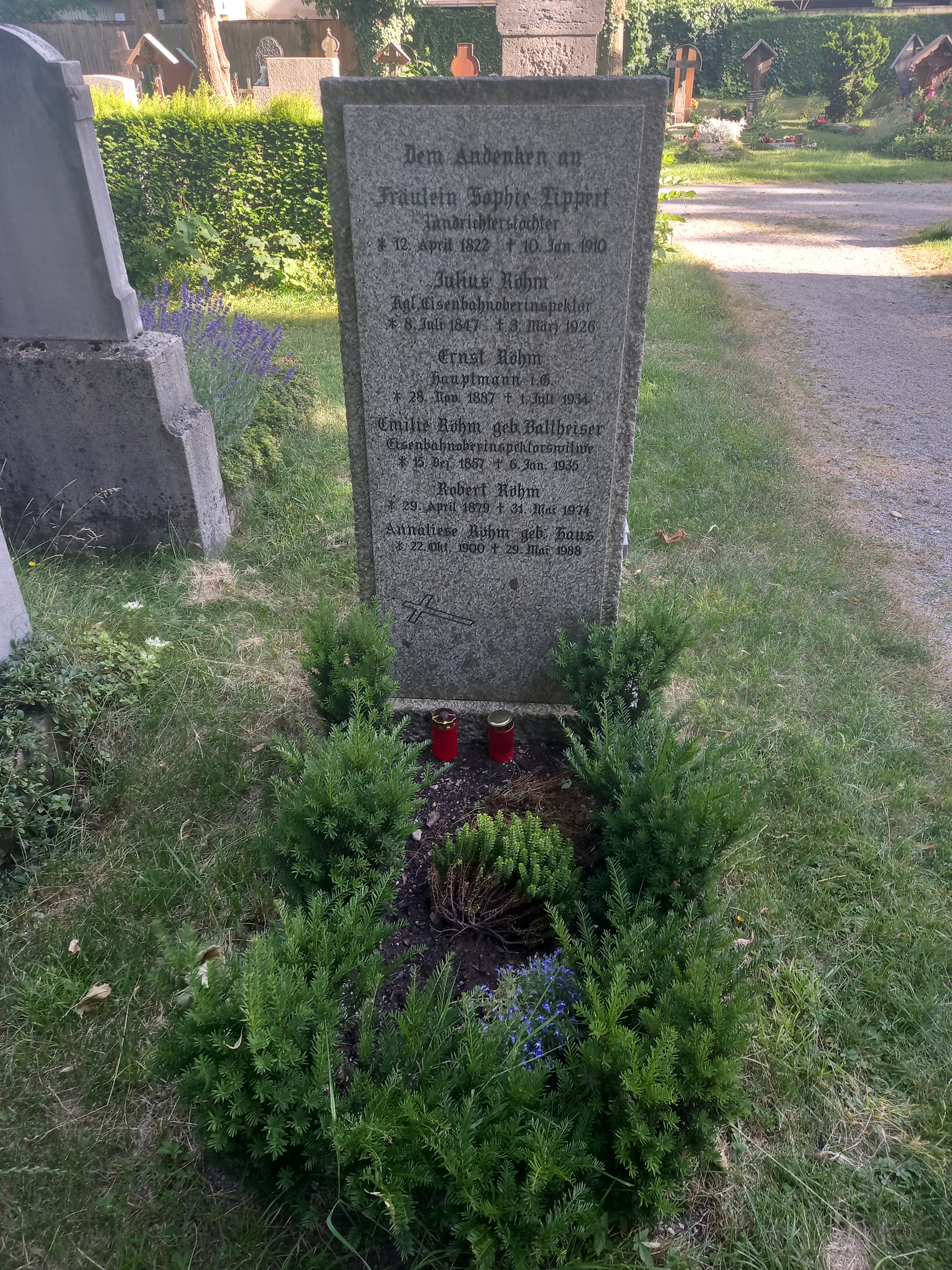
Das Grab von Ernst Röhm im Familiengrab auf dem Westfriedhof (München)

Ernst Julius Günther Röhm (* 28. November 1887 in München; † 1. Juli 1934 in München-Stadelheim) war ein deutscher Offizier, Führer der Sturmabteilung (SA) und Politiker der
Nationalsozialistischen Deutschen Arbeiterpartei (NSDAP). Im Kabinett Hitler fungierte er 1933/34 als Reichsminister ohne Geschäftsbereich. Unter dem Vorwand, einem von ihm angezettelten Putsch zuvorgekommen zu sein, ließ Adolf Hitler Röhm 1934 ermorden.

## Leben und Wirken

### Frühe Jahre (1887–1914)
Ernst Röhm war das jüngste von drei Kindern des bayerischen Eisenbahnoberinspektors Guido Julius Josef Röhm (* 8. Juli 1847 in Langenzenn; † 3. März 1926) und dessen Ehefrau Sofia Emilie Röhm (* 15. Dezember 1857 in Wunsiedel; † 6. Januar 1935), geb. Baltheiser. Er hatte einen älteren Bruder, Robert (* 29. April 1879; † 31. Mai 1974), der wie der Vater in den Eisenbahndienst ging, und eine ältere Schwester, Meta Eleonore Sofie (* 14. Mai 1880; † ?), verheiratete Lippert. Seine Neffen, die Söhne seiner Schwester, waren der Diplomat Bernhard Lippert und der Rechtsanwalt Robert Lippert.
Im Elternhaus wurde Röhm eine strenge Anhänglichkeit an das bayerische Königshaus mit auf den Weg gegeben, die er sich mindestens bis 1930 bewahrte. Als Protestanten gehörten die Mitglieder der Familie Röhm in Bayern einer Minderheit an.
Von Herbst 1897 bis Frühling 1906 besuchte Röhm das Maximiliansgymnasium in München, wo er das Abitur ablegte. Anschließend trat er – seinem Jugendwunsch, Soldat zu werden, folgend – als Fahnenjunker in die Bayerische Armee ein. Nach dem Besuch der Kriegsschule in München und der Beförderung zum Leutnant (9. März 1908) wurde er dem 10. Infanterie-Regiment „König Ludwig“ in Ingolstadt zugewiesen. Dort galt er in den Vorkriegsjahren als Dandy und Lebemann. In Hinblick auf seine spätere politische Tätigkeit als Wehrverbandsführer in den 1920er und 1930er (Reichskriegsflagge, Frontbann, SA) Jahren erwiesen sich die persönlichen Beziehungen zu einer Anzahl von Regimentskameraden als nützlich, die er in diesen Jahren knüpfte. Diese baute er später immer wieder als persönliche Vertrauensleute in leitenden Positionen in die von ihm geführten Organisationen ein.
Ab 1913 wurde Röhm zum Adjutanten ausgebildet und im Winter 1913/1914 wurde ihm die Aktualisierung des Mobilisierungszeitplans seines Regiments übertragen.

### Erster Weltkrieg (1914 bis 1918)
Zu Beginn des Ersten Weltkrieges rückte das 10. bayerische Infanterie-Regiment, dem Röhm angehörte, in Richtung Westen vor. Nach der deutschen Niederlage in der Marne-Schlacht beteiligte das Regiment sich am Vormarsch auf die Côtes-Lorraines. Am 24. September 1914, während der Kampfhandlungen um die Ortschaft Spada, erlitt Röhm einen Gesichtsschuss, der ihn dauerhaft zeichnete: Er wurde in ein Heimatlazarett verlegt, wo sein abgerissenes Nasenbein durch eine Plastik ersetzt wurde, was nur unvollkommen gelang. Er musste in der Folge lernen, durch seine neue Nase zu atmen, und sich aufgrund von Atembeschwerden weiteren Operationen unterziehen. Da die Wunde immer wieder neu vereiterte, hatte er für den Rest seines Lebens mit gesundheitlichen Problemen zu kämpfen.
Am 19. Oktober 1914 erhielt Röhm das Eiserne Kreuz 2. Klasse verliehen; am 3. Dezember 1914 erfolgte die Beförderung zum Oberleutnant.
Am 17. April 1915 kehrte Röhm in der Stellung eines Regimentsadjutanten zur Fronttruppe des 10. Infanterie-Regiments in Spada zurück, wo er am 2. Juni 1915 das Kommando über die 10. Kompanie erhielt. Er nannte diese Zeit später das „schönste [Jahr] meines soldatischen Lebens“. Am 18. April 1916 erhielt Röhm die Beförderung zum Hauptmann.
Während der Schlacht um Verdun erlitt Röhm am 23. Juni 1916 bei der Erstürmung eines Bunkers zwischen der Ouvrage de Thiaumont und der Ouvrage de Froideterre durch Eigenbeschuss erneut schwere Verwundungen, als er von vierzehn Granatsplittern an Kopf, Rücken, Oberarmen und am linken Oberschenkel getroffen wurde. Die folgenden sechs Monate bis Dezember 1916 verbrachte er in diversen Lazaretten in Frankfurt, München und Hohenaschau, bis er am 2. Dezember 1916 als garnisonsdiensttauglich entlassen wurde. Während seiner Lazarettzeit erhielt er am 12. August 1916 das Eiserne Kreuz 1. Klasse verliehen. Die folgenden Monate der Genesung verbrachte er als Mitarbeiter im bayerischen Kriegsministerium in München, wo er von Dezember 1916 bis zum 29. Mai 1917 als Adjutant des Chefs der Armeeabteilung des Ministeriums, Gustav Kreß von Kressenstein, verwendet wurde.
Nach Wiedererlangung der Frontverwendungsfähigkeit wurde Röhm am 29. Mai 1917 zum Ordonnanzoffizier im Stab der 12. Bayerischen Infanterie-Division unter Hugo von Huller bzw. (ab 6. Juni 1917) Karl von Nagel zu Aichberg ernannt. Diese Division wurde bis Mitte April 1918 in Rumänien und dann in den letzten Kriegsmonaten an der Westfront eingesetzt. Nach dem Ausscheiden des 2. Generalstabsoffiziers der Division (Ib) wurde Röhm mit der Ausübung von dessen Aufgaben betraut. In dieser Stellung war er für Nachschub, Unterkunft, Versorgung und Verpflegung sowie das Sanitätswesen der Division zuständig. In dieser Eigenschaft erwies er sich besonders während des deutschen Rückzugs aus Flandern 1918 als hervorragender Organisator.

### Nachkriegszeit
Nach der Demobilisierung 1919 schloss er sich dem Freikorps Epp unter Franz von Epp an. Dieses Freikorps war an der gewaltsamen Niederschlagung der Münchner Räterepublik beteiligt und wurde im Juli 1919 in die 7. (Bayerische) Division der Reichswehr eingegliedert. Gemeinsam mit anderen völkisch-nationalistischen Reichswehroffizieren, darunter Karl Mayr und Beppo Römer, gründete Röhm die informelle Offiziersvereinigung „Eiserne Faust“. Hier traf er im Frühherbst 1919 Adolf Hitler, der zunächst V-Mann in der von Mayr geführten Politischen Abteilung des Nachrichtendienstes des Gruppenkommandos der Reichswehr war und anschließend politische Schulungen für die Reichswehr geleitet hatte. Hitler war bereits Mitglied der Deutschen Arbeiterpartei (DAP) und noch im selben Jahr trat auch Ernst Röhm der Partei bei.
Röhm leitete das Waffenreferat der Reichswehr in Bayern und übernahm die nach der Auflösung der Einwohnerwehren 1921 neu eingerichtete sogenannte Feldzeugmeisterei der Reichswehr. Aufgabe dieser illegalen Einrichtung war es, nach den Bestimmungen des Versailler Vertrages verbotene Bestände an Waffen und Munition vor der interalliierten Kontrollkommission zu verstecken. Mit der Verfügungsgewalt über diese geheimen Waffenlager gewann der weitreichend vernetzte Röhm eine außerordentlich einflussreiche Position innerhalb der rechtsnationalen bayerischen Wehrverbände. Röhm galt deshalb als „Maschinengewehrkönig von Bayern“.

### Röhm und die NSDAP

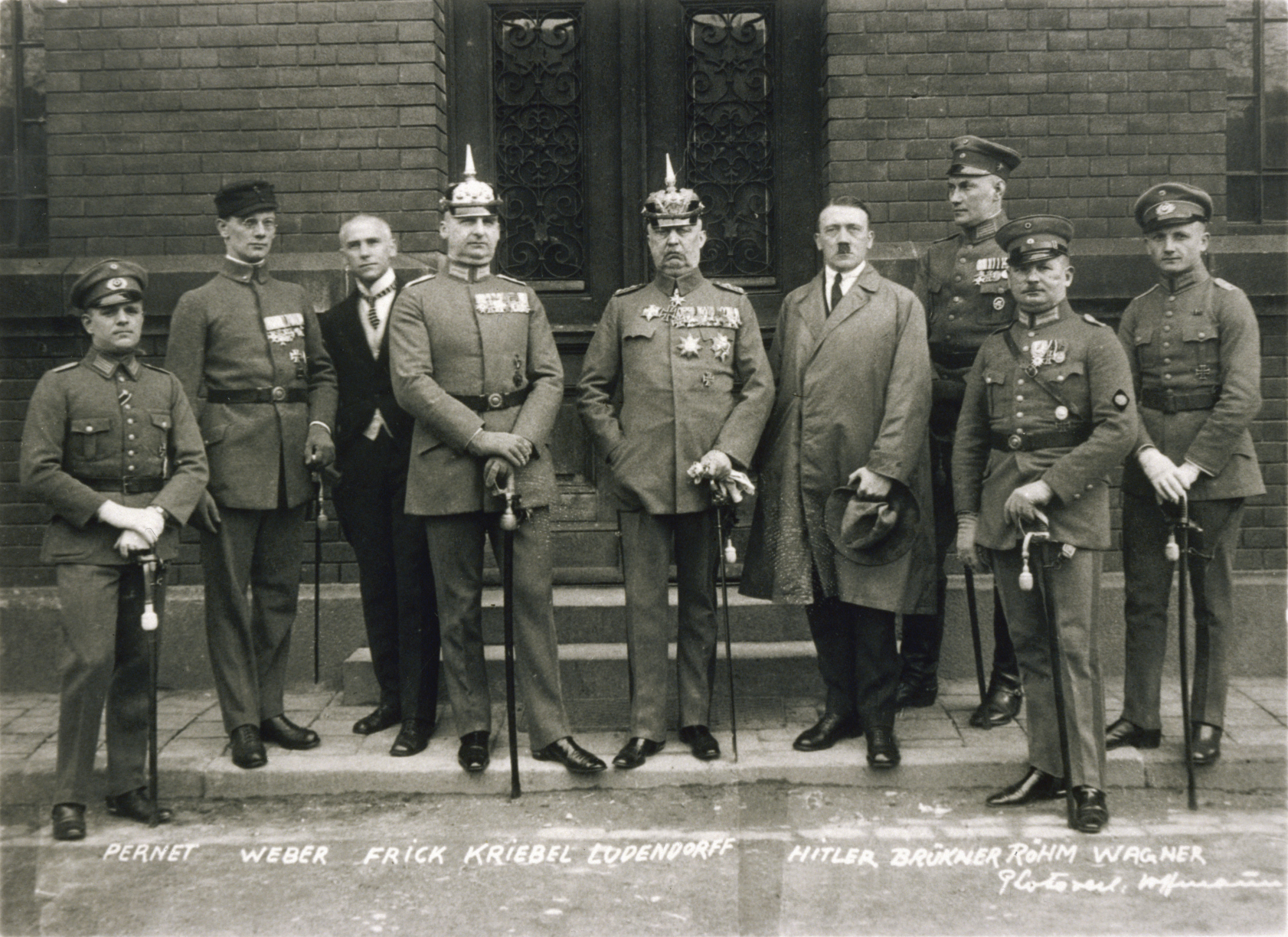
Röhm (2. v. r.) nach der Urteilsverkündung im Hitlerprozess am 1. April 1924

Ein Jahr nach dem Eintritt in die DAP wurde Ernst Röhm eines der ersten Mitglieder der NSDAP (Mitgliedsnummer 623), welche unter Hitlers Führung aus der DAP hervorgegangen war. Hitler knüpfte mit der Hilfe Röhms erste Kontakte zu bayerischen Militärs und Politikern, von denen Röhm viele überzeugen konnte, der NSDAP beizutreten; auch beim weiteren organisatorischen Aufbau der Partei spielte Röhm eine wichtige Rolle.
Röhm war seit Ende 1921 Leiter der Münchner Ortsgruppe der Reichsflagge, eines Wehrverbandes unter Röhms Freund, dem Reichswehrhauptmann Adolf Heiß. Auf Röhms Initiative hin schloss sich die Reichsflagge am 4. Februar 1923 mit dem Bund Oberland, dem Bund Wiking und der SA zur Arbeitsgemeinschaft der Vaterländischen Kampfverbände zusammen. Als Befehle Röhms an die Reichsflagge, in denen aktive Offiziere als Leiter militärischer Übungen namentlich genannt wurden, an die Öffentlichkeit gelangten, zog sich Röhm zwar offiziell aus der Führung des Bundes zurück, betätigte sich dort aber inoffiziell weiter. Bei einem Aufmarsch der Arbeitsgemeinschaft am 1. Mai 1923 erhielten die Teilnehmer trotz ausdrücklichen Verbots der Reichswehr Waffen aus deren Beständen. Röhm wurde dafür verantwortlich gemacht und aus dem Divisionsstab entfernt. Einer angekündigten Versetzung nach Bayreuth begegnete er mit einem Abschiedsgesuch in der Hoffnung, in München bleiben zu können. Tatsächlich wurde die Entlassung zurückgenommen und Röhm bis auf Weiteres beurlaubt. Nach der Gründung des Deutschen Kampfbundes am Deutschen Tag am 1. und 2. September 1923 sorgte Röhm dafür, dass Hitler am 25. September die politische Führung des Bundes übernehmen konnte. Der selbstbewusste Röhm sah Hitler als öffentlichkeitswirksamen „Trommler“ an, ging aber selbst vom „Primat des Soldaten vor dem Politiker“ aus.
Am 26. September 1923 ersuchte Röhm erneut um seinen Abschied aus der Reichswehr, um einer Versetzung nach Berlin zuvorzukommen. Weiterhin beurlaubt, konzentrierte er sich ganz auf seine Arbeit in der Reichsflagge. Da Heiß nicht bereit war, Röhms Kurs mitzumachen, und mit der Reichsflagge aus dem Kampfbund austrat, spaltete sich Röhm mit den südbayerischen Ortsgruppen im Oktober 1923 ab und gründete den Bund Reichskriegsflagge. Mit seinem Bund unterstützte er Hitlers und Erich Ludendorffs Initiative für eine Putsch-Aktion. Am 9. November 1923 war er maßgeblich am Hitlerputsch beteiligt, wofür er eine fünfmonatige Haftstrafe zu verbüßen hatte. Aus der Reichswehr war er noch vor dem Hitler-Prozess ausgeschieden. SA und NSDAP wurden in der Folge des Putschversuches verboten. In Anerkennung seiner prominenten Rolle bei diesem Putschversuch wurde ihm 1933 der Blutorden mit der Verleihungsnummer 1 verliehen. Röhm gehörte neben Dietrich Eckart, Hermann Esser, Julius Streicher und Christian Weber zu den ganz wenigen Duzfreunden Hitlers.

### Führer des Frontbanns und Rückzug aus der Politik (1924 bis 1928)
Nach seiner Freilassung aus der Festungshaft begann Röhm mit dem eigentlichen Aufbau der SA zu einer Vorstufe jener paramilitärischen Kampforganisation, die sie nach 1930 und wiederum unter seiner Anleitung endgültig wurde. Röhm konnte mit der von Hitler nach dem gescheiterten Putsch von 1923 proklamierten Legalitätstaktik, dem Arrangement innerhalb der parlamentarischen Struktur, nicht viel anfangen. Dennoch zog er 1924 auf Reichswahlvorschlag für die Nationalsozialistische Freiheitspartei in den Reichstag ein; im selben Jahr trat er der DVFP bei. Seine politische Einstellung blieb radikal antikapitalistisch und revolutionär. Für ihn gab es kein Arrangement mit für seine Begriffe korrupten Mächten wie der Großindustrie oder der Reichswehr. Die SA sollte eine autonome Macht darstellen, die nicht der Parteipolitik untergeordnet war. Röhm stand damit teilweise offen in Gegnerschaft zur Parteiführung der NSDAP.
Ebenfalls 1924 gründete Röhm die Organisation Frontbann, eine Wehrorganisation, mit der er seine Milizidee verwirklichen wollte und deren Schirmherrschaft Erich Ludendorff übernahm.
Im Februar 1925 betraute der im Dezember 1924 aus der Festungshaft in Landsberg entlassene Hitler Röhm mit dem Aufbau und der Führung der nun neugegründeten SA. Röhm legte sein Kommando jedoch bereits nach knapp zwei Monaten zum 1. Mai 1925 wieder nieder, aufgrund grundsätzlicher Meinungsverschiedenheiten zwischen ihm und Hitler über die Funktion und Struktur der neuen SA. Während Hitler im Wehrverband nur eine Hilfstruppe der Partei sehen wollte, die lediglich Saalschutz- und Propagandaaufgaben übernehmen, aber keine neue Wehrbewegung sein sollte, verlangte Röhm das Primat des Soldaten vor dem Politiker und sah die politische und militärische Führung der Bewegung als gleichberechtigte Funktionen an. In einer Denkschrift schrieb er: „Ich verbiete mir auf das strengste jede Einmischung der SA in Parteiangelegenheiten; ebenso streng verbiete ich, dass die SA-Führer von parteipolitischen Führern Weisungen entgegennehmen.“ In seinem Denken weiterhin militärisch-aktivistisch geprägt sah Röhm zudem den nun von Hitler verfolgten Legalitätskurs mit Skepsis und wollte keine SA führen, die in einem rein subalternen Verhältnis zur Parteiorganisation stand. Gleichzeitig mit dem Kommando über die SA legte er auch die Führung des Frontbanns nieder.
Infolge von Röhms Rückzug aus dem Frontbann begann diese Organisation rasch zu zerfallen. Nach dem Wegfall des Frontbann-Oberkommandos in München verselbständigten sich die einzelnen Landesorganisationen des Verbandes zunächst, bevor diese zum Jahresende 1925/Anfang 1926 endgültig eingingen. Ihre Mitglieder schlossen sich anschließend verschiedenen anderen Organisationen wie der SA und dem Tannenbergbund an oder verliefen sich.
In den folgenden Jahren bis 1928 schlug Röhm sich kurzzeitig in verschiedenen kaufmännischen Stellungen und als Vertreter durch. Außerdem legte er unter dem Titel Geschichte eines Hochverräters seine Autobiographie vor.
Wegen seiner Weigerung, mit dem Feme-Ausschuss des Reichstags, der die Fememorde der frühen 1920er Jahre untersuchte, zu kooperieren, und insbesondere wegen seiner respektlosen Behandlung des jüdischstämmigen Ausschussvorsitzenden Paul Levi wurde ihm eine Geldbuße auferlegt und, nachdem er sich weigerte, diese zu bezahlen, eine Haftstrafe von zehn Tagen, die er vom 9. bis 19. Februar 1927 im Gefängnis Stadelheim verbüßte.
Im Jahr 1928 unternahm Röhm mit Hilfe der sogenannten „Wehrpolitischen Vereinigung“ (WPV) erneut den Versuch, sich aktiv innerhalb der NSDAP zu betätigen, gab dieses Unterfangen jedoch bereits nach kurzer Zeit auf.

### Tätigkeit als Militärinstrukteur in Bolivien (1928 bis 1930)
Mitte 1928 befand Röhm sich beruflich und wirtschaftlich in einer prekären Situation, während er politisch weitgehend isoliert dastand. Zu dieser Zeit kam Röhm in Kontakt mit dem ehemaligen deutschen Hauptmann Wilhelm Kaiser, der inzwischen als Major Guillermo Kaiser im Dienst der bolivianischen Armee stand. Kaiser hielt sich 1928, nominell als bolivischer Militärattaché in den Niederlanden, für das bolivianische Kriegsministerium in Europa auf, um einige Vertrauensaufträge zu erfüllen. Insbesondere sollte er geeignete frühere deutsche Offiziere für die bolivische Armee anwerben. Von Kaiser erfuhr Röhm, dass die bolivianische Regierung auf der Suche nach einem fähigen deutschen Offizier mit Kriegserfahrung sei, der als Militärinstrukteur führend an der Reorganisation der bolivianischen Armee mitwirken sollte. Außer der Armeereform waren wahrscheinlich auch anhaltende Spannungen zwischen Bolivien und Paraguay ein Motiv, aus dem sich das Interesse der bolivischen Regierung ergab, deutsche Experten anzuwerben. Röhm nahm das Angebot Kaisers, die zu besetzende Instrukteursstelle zu übernehmen, an. In dem finalen Vertrag, den er nach seiner Ankunft in Bolivien unterzeichnete (mit einer Dienstzeit vom 1. Januar 1929 bis 31. Dezember 1930), sicherte der deutschstämmige bolivianische Generalstabschef Hans Kundt Röhm den Rang eines Oberstleutnants und ein monatliches Gehalt von 1.000 Bolivianos zu, was ihm angesichts der niedrigen Lebenshaltungskosten in Bolivien einen luxuriösen Lebensstandard verschaffen würde.
Zusammen mit dem jungen Kunstmaler Martin Schätzl, der ihn als Sekretär begleitete, verließ Röhm Mitte Dezember 1928 Deutschland an Bord des Dampfers Cap Polonio und ging am 31. Dezember in Buenos Aires an Land. Am 5. Januar 1929 traf er in La Paz ein, dem Regierungssitz von Bolivien. Dort übernahm er zunächst Aufgaben als Dozent an der Militärakademie des Landes, was in erster Linie dazu diente, ihm Gelegenheit zu verschaffen, die spanische Sprache zu erlernen, die er bald fließend beherrschte. Proteste gegen seine Anstellung durch die französische Regierung wurden von bolivianischer Seite weitgehend ignoriert.
Von Juni bis September 1929 übte Röhm die Funktion eines Truppeninspekteurs aus, anschließend war er bis August 1930 Stabschef des Divisionskommandos der 1. Division der bolivianischen Armee in Oruro unter General Carlos de Gumucio. In Oruro war er zunächst mit der Beaufsichtigung der Garnisonen in Challapata, Uyuni und Potosí betraut, die er auf das alljährliche Herbstmanöver der bolivianischen Armee im Oktober 1929 vorbereitete (in dem er selbst als Führer eines der beteiligten Kommandos den Sieg davontrug). Anschließend leitete er die Ausbildung von Rekruten und übernahm während einer Abwesenheit von Gumucio einige Wochen lang selbst die Führung der 1. Division.
Während seiner Zeit in Bolivien ließ Röhm die Verbindungen in die Heimat niemals abreißen. Insbesondere das politische Geschehen in Deutschland verfolgte er mit regem Interesse. Er bezog die NS-Zeitung Völkischer Beobachter und pflegte intensive Korrespondenzen mit alten politischen Freunden, so mit dem bayerischen Kronprinzen Rupprecht, dem gegenüber er sich zur Monarchie bekannte, und zu Heinrich Himmler, der zu dieser Zeit frisch die Führung der SS übernommen hatte. Ein Angebot der NSDAP, nach Deutschland zurückzukehren, um bei der Reichstagswahl vom September 1930 für den Reichstag zu kandidieren, lehnte er jedoch im Juli 1930 ab.
Seiner Biographin Hancock zufolge erwies Röhm sich dem Generalstabschef Kundt bald sowohl intellektuell wie auch in seinen Fähigkeiten als praktischer Heeresführer und -organisator als überlegen. Dies, so Hancock, mag dazu beigetragen haben, Röhm in dem Glauben zu bestärken, dass er nach einer Übernahme der Regierung in Deutschland durch die Nationalsozialisten eine führende Rolle in der deutschen Armee übernehmen und so seine militärischen und politischen Aspirationen miteinander verbinden könne.
Die früher in der Literatur auftauchende Vermutung, dass Röhm die Pläne für den Putsch gegen die bolivianische Regierung unter Hernando Siles vom Juni 1930, der am 28. Juni 1930 mit der Bildung einer neuen Junta-Regierung unter General Carlos Blanco Galindo endete, ausgearbeitet habe, hält Hancock für unbegründet.
Röhm entschied sich jedoch zu dieser Zeit, seinen bis zum 31. Dezember 1930 laufenden Vertrag mit der bolivianischen Regierung nicht zu verlängern und stattdessen nach Deutschland zurückzukehren. Er schied jedoch nicht offiziell aus der bolivianischen Armee aus, sondern erhielt die Stellung eines langfristig beurlaubten aktiven Offiziers. Bis an sein Lebensende hielt er sich die Option einer Rückkehr in den bolivianischen Militärdienst offen: 1931 und 1932 reichte er jeweils fristgerecht seine Verlängerung bei der bolivianischen Botschaft in Berlin ein. Auch während seiner Meinungsverschiedenheiten mit Hitler bezüglich des Kurses der deutschen Militärpolitik trug er sich mit Gedanken an eine Rückkehr nach Südamerika.
Röhm reiste Mitte Oktober 1930 aus Bolivien ab. Nach der Überquerung des Atlantiks mit dem Dampfer Sachsen der Hamburg-Amerika-Linie traf er am 6. November 1930 in München ein.
Obwohl er vor seiner Abreise den bolivianischen Generalstabschef in einem Memorandum noch ausdrücklich vor einem Krieg mit Paraguay gewarnt hatte, machte er nach dem Beginn des Chacokrieges im Juli 1932 seine Unterstützung der bolivianischen Seite, trotz der offiziellen Neutralität Deutschlands in diesem Konflikt, öffentlich.

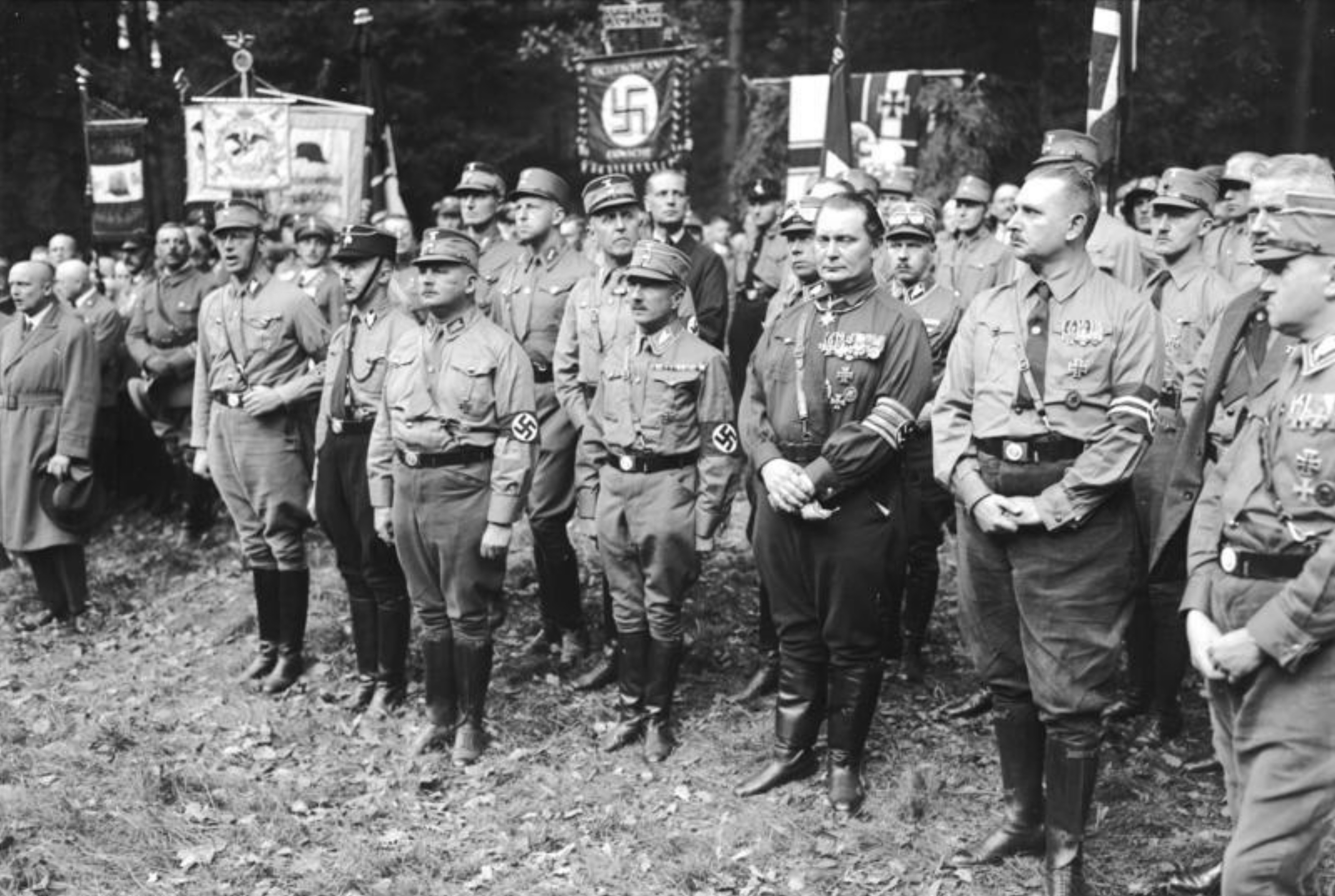
Röhm als Teil der „Harzburger Front“ in Bad Harzburg am 11. Oktober 1931

### Stabschef der SA (ab 1931)
Während Röhms Aufenthalt in Bolivien spitzten sich, parallel zum politischen Aufschwung der Partei, die Richtungskämpfe in der NSDAP im Jahr 1930 immer weiter zu. Der für Berlin und die ostelbischen Gebiete zuständige SA-Führer Walther Stennes erhob im Sommer 1930 die Forderung, Angehörige der SA auf der Reichstagswahlliste der NSDAP zu platzieren. Als die Parteiführung dieser Forderung nicht in dem gewünschten Umfang nachkam, kam es zu einer „Meuterei“ der Berliner SA (1. Stennes-Revolte), die ihre Aufgaben nicht mehr erledigte und die Berliner Gaugeschäftsstelle besetzte. Es gelang Hitler zwar, die Revolte zu unterdrücken, doch gelangte er zu der Auffassung, dass die SA einer neuen Führung bedürfe. Infolgedessen rief er Röhm nach Deutschland zurück. Der seit 1927 amtierende Führer der SA, Franz Pfeffer von Salomon, trat zu diesem Zeitpunkt zurück. Die kommissarische Führung der SA lag in den nachfolgenden Monaten bis zum Jahresende 1930 in den Händen von Pfeffers bisherigem Stabschef, Otto Wagener.
Als Röhm im November 1930 nach Deutschland zurückgekehrt war, bot Hitler, der sich im September 1930 zum „Obersten SA-Führer“ gemacht hatte (womit er die bisherige Trennung der Führung der NSDAP und SA aufgehoben und die Spitzen beider Organisationen in seiner Person vereint hatte), ihm den Posten eines „Obersten Stabschefs“ der SA an. Anders als sein Vorgänger Pfeffer würde Röhm als De-facto-Kommandeur der SA nicht mehr den Rang eines Obersten SA-Führers (OSAF) innehaben (der nun bei Hitler lag), sondern die Position eines dem neuen OSAF Hitler untergeordneten Stabschefs bekleiden. Hitlers Entscheidung, fortan selbst die Stellung des Obersten SA-Führers zu übernehmen, war wahrscheinlich eine Konzession an die SA-Führer, die von keinem Politiker geführt werden wollten, sondern den Anspruch erhoben, eine „in der Hand ihrer eigenen Führer befindliche Truppe“ zu sein. Röhm war durch seinen Auslandsaufenthalt nicht in die Flügelstreitereien innerhalb der NSDAP verstrickt gewesen und pflegte ein persönlich gutes Verhältnis zu Hitler.
Auf einer SA-Führertagung am 30. November 1930 in München gab Hitler den versammelten SA-Führern schließlich die Betrauung Röhms mit der Leitung der SA bekannt, wogegen der anwesende Stennes und die norddeutschen SA-Führer heftig protestierten.
Nachdem Röhm am 5. Januar 1931 sein neues Amt angetreten hatte, baute er die SA zu einer breit angelegten Bewegung aus, mit der er das Selbstverständnis und Auftreten der NSDAP bis zum Sommer 1934 maßgeblich prägte. Unter seiner Ägide stieg die Stärke der SA binnen kurzer Zeit erheblich an: Während die Gesamtstärke der SA bei Röhms Antritt als Stabschef noch bei 77.000 Mann gelegen hatte, überschritt sie bereits im April 1931 die 100.000-Mann-Grenze. Röhms Stellvertreter als Obergruppenführer der Sturmabteilung wurde 1931 Edmund Heines. Im Januar 1932 war eine Stärke von 290.000 Mann erreicht und zum Zeitpunkt des Machtantritts der Nationalsozialisten im Frühjahr 1933 betrug der Personalbestand der SA rund 430.000 Männer. 1932 berief er seinen Kriegskameraden Robert Bergmann als seinen Adjutanten und SS-Standartenführer in die Oberste SA-Führung. Als geschickter Netzwerker besetzte Röhm schrittweise weitere wichtige Stellungen in der Obersten SA-Führung, dem zentralen Steuerungsinstrument zur Führung der SA, sowie in Führungsstäben der einzelnen regionalen SA-Gliederungen mit persönlichen Vertrauensleuten und schuf sich auf diese Weise sukzessive eine machtvolle Position in der NS-Bewegung.
Im April 1932 wurde die SA von Reichskanzler Heinrich Brüning erneut verboten, nachdem es zu gewalttätigen Übergriffen von SA-Mitgliedern gekommen war. Im Juni wurde das Verbot von dessen Nachfolger Franz von Papen wieder aufgehoben. Daraufhin kam es im Vorfeld der Reichstagswahl Juli 1932 zu bürgerkriegsähnlichen Unruhen mit insgesamt etwa 300 Toten und über 1100 Verletzten. Vor der Reichstagswahl im März 1933 schreckte die SA auch nicht vor Folter zur Einschüchterung politischer Gegner zurück.
Nach der Machtergreifung forderte Röhm die Auflösung der Reichswehr in einer von der SA gestellten „revolutionären Volksmiliz“. Er wollte damit seine Vision einer zweiten nationalsozialistischen „Volksrevolution“ vorantreiben. Dadurch geriet er erneut mit Hitler und dessen Gefolgsleuten aus SS und Reichswehr in Streit. Zwar gibt es aus dieser Zeit schriftliche Zeugnisse über Versuche Röhms, die Notwendigkeit eines parallelen Existierens von SA und SS neben der Reichswehr zu begründen, doch dürften solche Bekenntnisse kaum seinen Überzeugungen entsprochen haben. Röhm entfernte sich immer mehr von der offiziellen Parteilinie und betrachtete die SA als „eine nationalsozialistische Kampforganisation neben der NSDAP“, die von der Partei „völlig unabhängig“ sei.

### Skandale um Röhms Homosexualität 1931/32

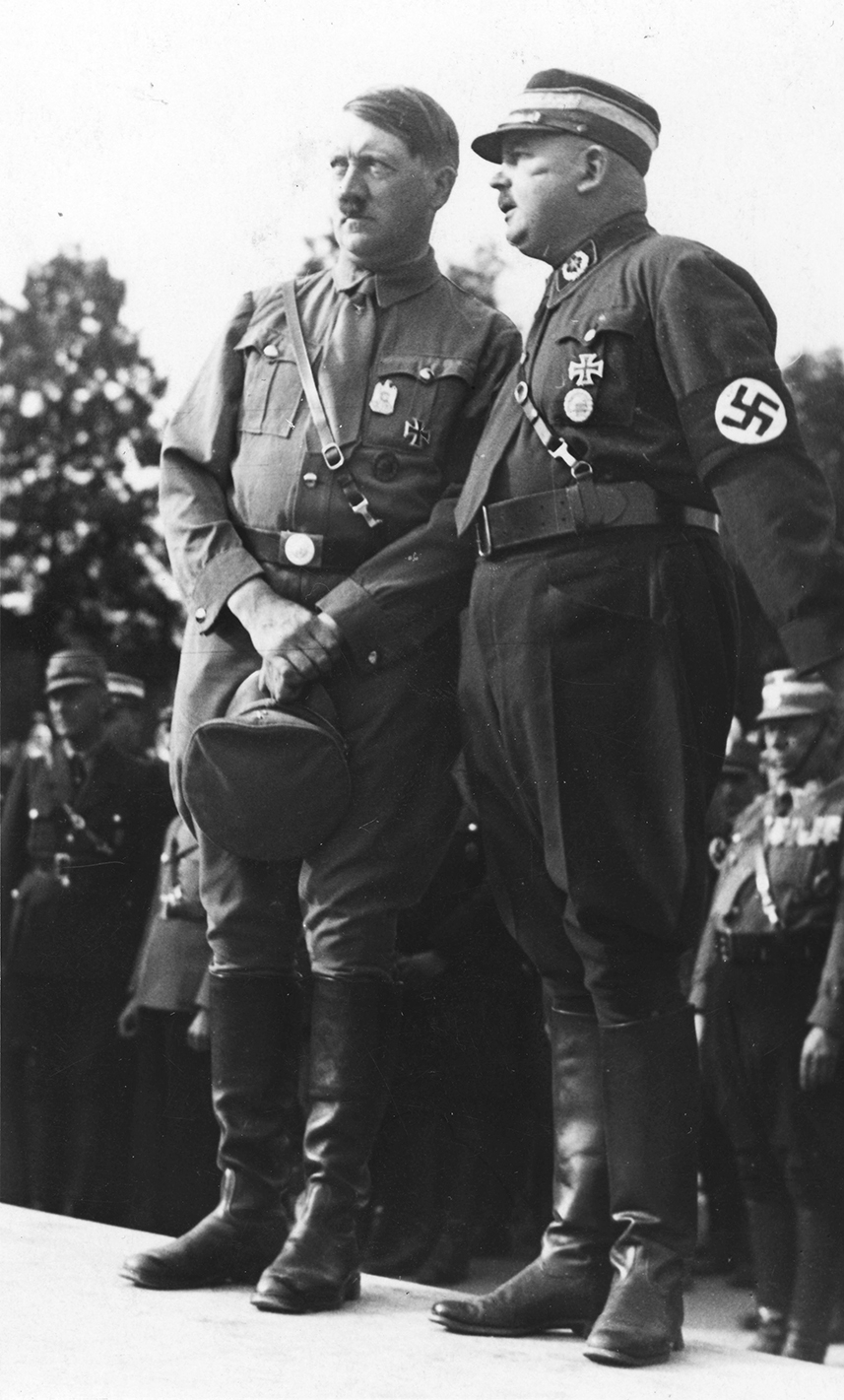
Hitler und Röhm auf dem Reichsparteitag 1933

In den Jahren 1931/32 stand Röhm im Mittelpunkt einer Pressekampagne, die auf seine Homosexualität abzielte. Ganz unterschiedliche Gegner des Nationalsozialismus hofften dadurch, Hitler selbst treffen zu können und dessen politischen Aufstieg zu stoppen.
Röhm hatte nach eigenen Angaben seine Homosexualität 1924 entdeckt, verkehrte seit Mitte der 1920er Jahre in Berliner Nachtclubs wie dem Kleist-Kasino, der Silhouette, der Internationalen Diele oder dem Eldorado und lebte seine Sexualität in den dortigen Dampfbädern aus. Erstmals gerichtskundig wurde seine Homosexualität im Jahr 1925: Damals zeigte er einen Strichjungen namens Hermann Siegesmund wegen Diebstahls an, nachdem dieser während eines Aufenthaltes in seinem Zimmer seinen Gepäckschein entwendet und diesen benutzt hatte, um seinen Koffer bei der Verwahrungsstelle an sich zu nehmen. Durch die Vernehmung Siegesmunds stellte die Polizei fest, dass Röhm diesen im Januar 1925 zu einem homosexuellen Geschlechtsverkehr in sein Hotelzimmer eingeladen hatte. Da Siegesmund aussagte, dass er sich entfernt habe, bevor es hierzu kam, wurde ein Verfahren gegen Röhm nicht durchgeführt (Amtsgericht Berlin-Mitte Az 197 D 18/25). Die Presse spottete jedoch über die für ihn peinliche Episode: „Bleibst du mal in Berlin bei Nacht,/ dann gib auf deinen Koffer acht!“.
Einzelheiten über Röhms Sexualleben der Jahre 1931 bis 1934 wurden durch einen Prozess bekannt, der mehrere Monate nach seinem Tod im November 1934 vor dem Strafgericht beim Amtsgericht München gegen einige überlebende Angehörige seiner Entourage durchgeführt wurde (Granninger und Genossen wegen Unzucht und Kuppelei). Angeklagt waren sein ehemaliger Adjutant Karl Leon Du Moulin-Eckart, sein Leibdiener Hans Holtsch-Riederer, der Polizeioffizier – ein enger Freund Röhms – Gerhard von Prosch sowie insbesondere Peter Granninger. Der letzte hatte von 1931 bis 1934 als persönlicher sexueller „Zubringer“ fungiert, indem er für ein monatliches Entgelt regelmäßig Heranwachsende zwischen 14 und 20 Jahren als Sexualpartner für Röhm anwarb und diesem für sexuelle Kontakte zuführte, wofür diese Geld und Sachzuwendungen (Zigaretten, Cafébesuche etc.) erhielten. Die sexuellen Begegnungen Röhms mit den jungen Leuten fanden unter großer Diskretion entweder in seiner Münchener Wohnung (nach 1933 in der Villa, die er in diesem Jahr bezog) oder in den Wohnungen verschiedener Mitarbeiter statt. Röhms Biografin Eleanor Hancock hält fest, dass Röhm in polizeilichen Vernehmungen vor 1933 zwar darauf bestand, keine sexuellen Handlungen zu praktizieren, die gegen § 175 des Strafgesetzbuches verstoßen würden, diese aber im mindesten für das „herrschende Moralempfinden der damaligen Zeit [im Falle eines öffentlichen Bekanntwerdens] schockierend gewesen wären“ („would have shocked conventional public opinion at the time“). Das Münchener Amtsgericht wertete die von Röhm und seinen Partnern praktizierten Handlungen indessen 1934 als beischlafähnliche Handlungen im Sinne des Paragraphens und damit als widernatürliche Unzucht. Allein 1931 waren fünf Strafverfahren wegen widernatürlicher Unzucht gegen Röhm anhängig.
Umfassend rekonstruieren lassen sich die tatsächlichen Sexualbeziehungen Röhms letztlich nicht, da es sich bei den überlieferten Quellen überwiegend um gerichtliche Dokumente oder Presseberichte mit politischer Denunziationsabsicht handelt. Seine Konzeption von Homosexualität unterschied sich dabei sowohl von der sublimierten Homosexualität eines Hans Blüher als auch von der von Magnus Hirschfeld vertretenen Vorstellung eines „Dritten Geschlechts“. Sie war vielmehr auf den militärisch-soldatischen Mann fixiert, kombinierte Kameradschaft mit aufopfernder Disziplin und war deutlich von Weiblichkeit abgegrenzt.
Nach Röhms Ernennung zum Stabschef hatte die Presse immer wieder Gerüchte über seine Homosexualität kolportiert. Insbesondere die sozialdemokratische Münchener Post versuchte ab dem Frühjahr 1931, die Nationalsozialisten politisch-moralisch zu diskreditieren, indem sie etwa über die „warme Bruderschaft im Braunen Hause“ berichtete.
Im Vorfeld der Reichspräsidentenwahlen im März 1932 gewann diese Kampagne noch einmal an Schwung, als der sozialdemokratische Publizist Helmuth Klotz drei ihm zugespielte Briefe Röhms an den Arzt Karl-Günther Heimsoth veröffentlichte, die im Juli 1931 bei einer Hausdurchsuchung beschlagnahmt worden waren. Röhm hatte sich 1928 und 1929 mehrmals in Berlin mit dem völkisch-national gesinnten Heimsoth getroffen, der ihn für den Kampf gegen den § 175 gewinnen wollte. Brieflich hatte er Heimsoth nicht nur versichert, auf seine Weise gegen den § 175 zu kämpfen, sondern sich im vertraulichen Ton auch über seine Vorlieben geäußert und zu seiner Homosexualität bekannt. Die Kampagne verwendete Stereotype der Homosexualität und appellierte an homophobe Ressentiments, um die Nationalsozialisten zu diskreditieren. Politisch war die Kampagne umstritten. Der linke Publizist Kurt Tucholsky etwa kritisierte 1932 in der Weltbühne, diese öffentliche Diskussion von Röhms Privatleben gehe zu weit: Zwar dürfe man gegen Behauptungen von Nationalsozialisten, die Sitten der Weimarer wären verdorben, durchaus auf Homosexuelle in deren eigenen Reihen hinweisen, doch solle man grundsätzlich seinen „Gegner nicht im Bett aufsuchen“ und es könne doch auch ganz egal sein, was für Menschen Hitler für seine Privatarmee anstelle. Aber, wie die Historikerin Susanne zur Nieden bemerkt, „[i]n einer politischen Situation, in der den Verteidigern der Republik fast jedes Mittel recht schien, um die Nationalsozialisten auf ihrem Weg zur Machtergreifung zu behindern, versuchte man durch eine skandalisierende Politik, die vor allem auf der sexuellen Denunziation Ernst Röhms aufbaute, die NSDAP zu diskreditieren.“ Der Historiker Sven Reichardt warnt davor, die Bedeutung der Homosexualität in der SA zu überschätzen. Die Pressekampagnen gegen Röhm sagten „mehr über die Doppelbödigkeit der Sexualmoral von SPD und KPD aus als über die tatsächlichen Sexualpraktiken in der SA“. Langfristig wurde mit dem Skandal der Grundstein für eine Faschismustheorie gelegt, die Homosexualität und Faschismus ursächlich miteinander verknüpfte.
In der NS-Bewegung wurde Homosexualität stillschweigend toleriert und tabuisiert. Der Skandal sorgte für Unruhe, aber Hitler stellte sich unmissverständlich vor Röhm, auf dessen Loyalität er sich stützte. Einige Nationalsozialisten um Walter Buch waren angesichts dieser Loyalität jedoch so entsetzt, dass sie die Ermordung Röhms und seiner engsten Vertrauten planten. Das Vorhaben scheiterte aber, als jener davon erfuhr. Auch die Presse bekam von dem Komplott Kenntnis und machte es zum Teil ihrer Kampagne. 1932 veröffentlichte der Mediziner und Eugeniker Günther von Heyman seinen Briefwechsel mit der Partei- und Gauleitung Hannover Ost – die sog. Röhm-Briefe, in denen er Röhms Homosexualität als widerwärtig und pervers brandmarkte sowie mit den sittlichen Werten der Partei und eines gesunden Volkskörpers für nicht vereinbar erklärte.
Der NSDAP-interne Konflikt um Röhms Homosexualität beflügelte allerdings auch eine Verschwörungstheorie, die schließlich zur Grundlage der nationalsozialistischen Verfolgungspolitik gegenüber Homosexuellen wurde. SS- und Gestapo-Chef Heinrich Himmler, später maßgeblich verantwortlich für die Ermordung Röhms, sah die Homosexualität als eine Bedrohung des Staates, den er im Sinne des Philosophen Hans Blüher als eine Domäne des Mannes betrachtete. Homosexuelle Männer strebten in seinen Augen danach, staatliche Strukturen zu unterwandern, was diese aber nicht, wie Blüher meinte, stärke, sondern im Gegenteil zur „Zerstörung des Staates“ führe. In Röhm, der in seinem engeren Umfeld tatsächlich auch einige homosexuelle SA-Funktionäre installiert hatte, sah Himmler eine Art Kronzeugen seiner Verschwörungstheorie.
Die SA entfaltete nach der Machtergreifung einen regelrechten Personenkult um Röhm. Die Gerüchte um sein Sexualleben wurden dementiert oder durch historische Vergleiche, etwa mit Goethes Promiskuität oder Schopenhauers Misogynie, relativiert. Hitler nutzte Röhms Homosexualität 1934, um dessen Beseitigung zu rechtfertigen, und behauptete, erst 1934 davon erfahren zu haben. Nach der Ermordung Röhms nahm auch die Verfolgung Homosexueller durch die Nationalsozialisten drastisch zu. 1935 wurde der § 175 verschärft, woraufhin es in fast allen großen Städten zur Schließung von Homosexuellentreffpunkten, zu Razzien und Bespitzelungen kam. Die deutschsprachige Exilpresse kommentierte die Ermordung Röhms beinahe einhellig mit homophoben Obertönen und war sich in der Abscheu gegenüber dessen sexuellen Neigungen mit dem NS-Regime einig.

### Parteiinterne Attentatspläne auf Röhms Umfeld (1932)
Die öffentlichen Skandale um Röhms Sexualität, beziehungsweise die Hypothek, die die Person Röhms infolge dieser Skandale für die NSDAP zu werden drohte, führten dazu, dass sich in der Politischen Organisation (PO) der Partei eine starke Front gegen ihn formierte: Zu Röhms Feinden in der Partei gehörten insbesondere der Parteiideologe Alfred Rosenberg, der Leiter des Parteiverlages Max Amann sowie der Leiter des Obersten Parteigerichts Walter Buch. Die Feindschaft dieser Männer zu Röhm ging so weit, dass Buch schließlich sogar den Plan fasste, die Belastung für die Partei, als die er den Stabschef der SA ansah, zu beseitigen, indem er die Ermordung von Röhms engsten Mitarbeitern (Georg Bell, Karl Leon Du Moulin-Eckart, Julius Uhl und möglicherweise auch Hans Joachim von Spreti-Weilbach) und eventuell auch von Röhm selbst in Auftrag gab: Im Frühling 1932 wies Buch einen alten Freund, den früheren SA-Standartenführer Emil Danzeisen, an, Attentate auf die Gruppe um Röhm zu organisieren. Diese sollten als kommunistische Anschläge getarnt werden. Mit der praktischen Ausführung betraute Danzeisen Karl Horn. Dieser schreckte vor einer solchen Tat jedoch zurück und setzte stattdessen bei einem Besuch im Braunen Haus Du Moulin über Buchs Absichten gegenüber Röhm und seinen Mitarbeitern in Kenntnis. Erneut war es die Münchener Post, die die Öffentlichkeit über diese dramatischen Vorgänge innerhalb der NS-Führungsgruppe in Kenntnis setzte. So erschien am 8. April ein Artikel „Tscheka-Organisation im Braunen Haus? Was ist die Zelle G?“, in dem von einer geheimen Feme-Organisation berichtet wurde, die die Aufgabe habe, missliebige Nationalsozialisten durch Mord zu beseitigen. Die Auseinandersetzung um die geplante Ermordung der Röhm-Gruppe wurde schließlich von Hitler entschieden, der Buch und andere von weiteren Maßnahmen gegen Röhm (vorerst) abhielt. Allerdings veranlasste Hitler Röhm auch dazu, sich von seinen Mitarbeitern Du Moulin und Bell zu trennen, die er aufgrund der Kontakte zur Linkspresse und zur Münchener Polizei, die sie im Zuge der Affäre gepflogen hatten, als kompromittiert ansah. In dem nachfolgenden „Danzeisen-Prozess“ wurde Danzeisen, der zu den Vorwürfen schwieg, am 5. Juli 1932 zu einer sechsmonatigen Freiheitsstrafe verurteilt.
Die Feindschaft der Gruppe um Buch zu Röhm dauerte indessen unterschwellig an: So gab Buchs Schwiegersohn Martin Bormann sich in einem Brief an Rudolf Heß vom Oktober 1932 zwar als in sexuellen Dingen tolerant und erklärte, dass ihm die Homosexualität Röhms an sich „herzlich gleichgültig“ sei, dass dieser für ihn aber aufgrund des Schadens, den er durch seinen Lebenswandel der Partei zufüge, inakzeptabel sei: „Für mich und alle wirklichen Nationalsozialisten gilt nur die Bewegung, nichts anderes. Was oder wer aber der Bewegung nützt, ist gut, wer ihr schadet, ist ein Schädling und mein Feind. Die Bewegung und nur sie ist ausschlaggebend.“ 1934 trug die andauernde Feindschaft der „Münchener Parteiclique“ um Buch schließlich maßgeblich zum blutigen Ende von Röhm und seinem Kreis bei.

### „Röhm-Putsch“ und Ermordung

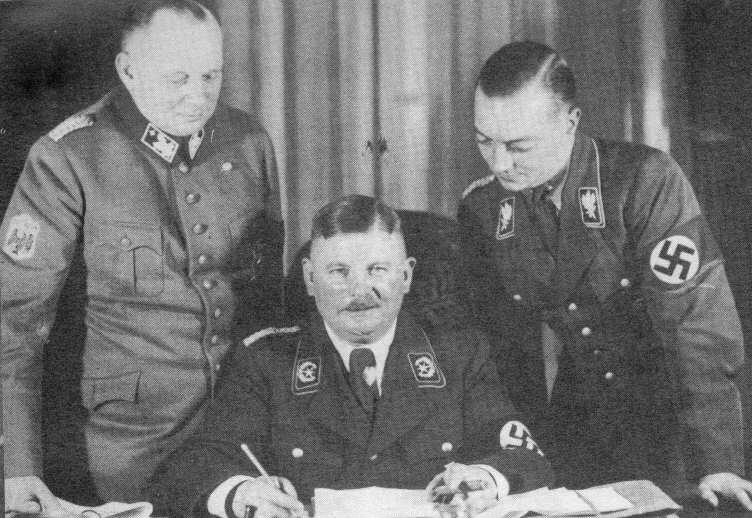
Ernst Röhm (Mitte) kurz nach seiner Ernennung zum Minister ohne Geschäftsbereich im Kabinett Hitler (Dezember 1933; rechts SA-Gruppenführer Karl Ernst, links Franz von Stephani)

Die Ernennung Hitlers zum Reichskanzler am 30. Januar 1933 feierte die inzwischen auf über 400.000 Mitglieder angewachsene SA mit großen Aufmärschen und Fackelzügen.
Während der ersten Hälfte des Jahres 1933 diente die von Röhm dirigierte SA als eines der entscheidenden Machtinstrumente, mit deren Hilfe die nationalsozialistische Diktatur errichtet, durchgesetzt und gefestigt wurde. In diesem Zusammenhang trug Röhm aufgrund seiner Stellung mindestens formal die Verantwortung für eine große Zahl von Verhaftungen und Misshandlungen von politischen Gegnern des neuen Regimes durch Angehörige der von ihm befehligten Parteiarmee. Auf dem Höhepunkt des von der SA exekutierten Terrors wurden in den Wochen nach dem Reichstagsbrand einige tausend Personen von Röhms SA in Gefängnisse, SA-Keller und insbesondere in die seit März 1933, größtenteils zunächst unter Regie der SA entstehenden und von dieser betriebenen, ersten Konzentrationslager des NS-Staates verschleppt. Neben staatlich gebilligten, offiziellen Lagern existierten dabei auch zahlreiche „wilde“ Lager, die die SA auf eigene Rechnung betrieb. Röhm selbst wurde in den Prozess der Durchsetzung des neuen Herrschaftssystems im Zuge des Prozesses der Gleichschaltung als Hoheitsträger formal eingebunden, indem er im März 1933 als Staatssekretär aufgenommen wurde in die neue bayerische Landesregierung, die zu dieser Zeit von den Nationalsozialisten gleichgeschaltet wurde. Offiziell stand Röhms alter Vorgesetzter Franz von Epp als Reichsstatthalter von Bayern an der Spitze der neuen bayerischen Regierung, in der jedoch de facto Röhm die entscheidende Figur war. In dieser Stellung wirkte er maßgeblich daran mit, Bayern als Teilstaat des Reiches politisch auf eine Linie mit dem Reich zu bringen.
Ein symbolischer Höhepunkt des Terrorregiments, das die SA während des Jahres 1933 führte, war der sogenannte „Liquidierungsbefehl“, den Röhm am 31. Juli 1933 in seiner Stellung als Stabschef der SA herausgab. Dieser ordnete an, „daß als Sühne für einen Mord an einem SA-Mann durch den zuständigen SA-Führer bis zu 12 Angehörige der feindlichen Organisation, von der der Mord vorbereitet wurde, gerichtet werden dürfen“.
Während die SA nach dem Abschluss des Prozesses der sogenannten Gleichschaltung im Sommer 1933 zunehmend aufgabenlos und für die NS-Führung zunehmend überflüssig wurde, wurde Röhm persönlich vom neuen Staat mit allerlei Ehrungen überhäuft: Zusätzlich zu seiner Stellung als Staatssekretär in der bayerischen Landesregierung wurde er im Dezember 1933 als Minister ohne Geschäftsbereich in die Reichsregierung aufgenommen. Zudem erhielt er im November 1933 einen Sitz im nationalsozialistischen Reichstag. Den ihm angetragenen Rang eines Generals lehnte er indessen ab.
Röhms Ehrgeiz, seine SA mit der bestehenden Armee zu einem großen Volksheer in Gestalt einer Miliz zu verschmelzen, führte zu anhaltenden Konflikten zwischen ihm und der Generalität der Reichswehr. Hitler neigte in diesem Konflikt mit Blick auf seine langfristigen außenpolitischen Expansionspläne der Seite der Generäle zu, da diese für ihn als Experten für die Durchführung der ihm vorschwebenden kriegerischen Aktionen unentbehrlich waren und er andererseits die von Röhm geforderte Miliz als Werkzeug zur Umsetzung seiner Kriegspläne für nicht brauchbar hielt.
Ein im Februar 1934 auf Verlangen von Hitler abgeschlossenes Abkommen zwischen Armee und SA-Führung, das die Aufgaben beider Organisationen offiziell voneinander abgrenzte und die Landesverteidigung zur alleinigen Aufgabe der Armee machte, wurde von Röhm zwar auf Druck Hitlers unterschrieben. Er setzte jedoch seine Aktivitäten, die durch die sukzessive Absorbierung des Stahlhelms und anderer Wehrverbände zu Beginn des Jahres 1934 auf mehr als 4 Millionen Mann angeschwollene SA nach militärischen Gesichtspunkten durchzuorganisieren und allmählich zu bewaffnen, ebenso fort wie die Rhetorik von einer in Zukunft zu verwirklichenden Zweiten Revolution und der Notwendigkeit zum Aufbau einer richtigen nationalsozialistischen Armee. Die Folge hiervon war, dass der Interessengegensatz zwischen Röhm und Hitler und parallel hierzu der Konflikt von Röhm und der Reichswehrführung sich im Frühjahr 1934 immer weiter zuspitzten. Zugleich intensivierten Röhms Rivalen in der NS-Führungsgruppe, namentlich die führenden Funktionäre des Parteiapparates der NSDAP – insbesondere Walther Buch, Martin Bormann, Alfred Rosenberg, Adolf Wagner und Franz Xaver Schwarz – sowie vor allem Hermann Göring als Ministerpräsident von Preußen und Heinrich Himmler als Kommandeur der SS als der kleineren Kampftruppe der NSDAP, ihre Intrigen gegen Röhm und unternahmen Anstrengungen, Hitler durch entsprechende Einflüsterungen und die Vorlage von (zum Teil gefälschtem) Belastungsmaterial gegen ihn einzunehmen.
Mehrere Versuche Hitlers, ihn zur Aufgabe des eingeschlagenen Kurses zu bewegen, da er seine politische Konzeption störte, scheiterten an Röhms Weigerung. Ein letztes Treffen beider Männer in Hitlers Büro in der Reichskanzlei Anfang Juni 1934 endete in einer lautstarken Auseinandersetzung.
Anfang Juni begab der gesundheitlich angeschlagene Röhm sich zu Erholungszwecken in den bayerischen Kurort Bad Wiessee. In der zweiten Hälfte des Monats entschied Hitler sich endgültig, sich in dem schwelenden Konflikt zwischen der Armee und der SA auf die Seite der Armee zu stellen. Ausschlaggebend war, dass die Generalität der Reichswehr ihm zusicherte, dass sie ihn, wenn er Röhm und seine SA opferte und als politischen Machtfaktor liquidierte, im Gegenzug als Nachfolger des sterbenskranken Reichspräsidenten Hindenburg als Staatsoberhaupt und Oberbefehlshaber der Armee akzeptieren würde.
Adolf Hitler ließ für den 30. Juni 1934 eine Tagung in dem Hotel in Bad Wiessee anberaumen, in welchem sich Röhm seit einigen Wochen aufhielt, zu der die wichtigsten SA-Führer geladen wurden. Tatsächlich war es ein Täuschungsmanöver, das dem Zweck diente, Röhm und seine Unterführer von ihrem Massenanhang physisch zu trennen, um sie schwach und isoliert – und zudem praktischerweise an einem einzigen Ort versammelt – leicht ausschalten zu können: Hitler erschien am frühen Morgen des 30. Juni, mehrere Stunden vor dem angesetzten Beginn der Tagung, begleitet von einem größeren Kommando aus Kriminalpolizisten in dem Tagungshotel und überraschte Röhm und einige andere SA-Führer im Schlaf. Er ließ diese Männer sowie weitere SA-Führer, die bei ihrer Anreise nach Bad Wiessee bei der Autofahrt auf der Landstraße oder bei ihrer Ankunft am Münchener Hauptbahnhof gestellt und sistiert wurden, verhaften und in das Gefängnis München-Stadelheim bringen. Sechs der wichtigsten Unterführer Röhms wurden am Abend des 30. Juni in einem Hof des Gefängnisses von einem Exekutionskommando erschossen. Zahlreiche weitere SA-Angehörige, die der Führungsgruppe um Röhm zugerechnet wurden, wurden vom 30. Juni bis 2. Juli im KZ Dachau, in der SS-Kaserne in Lichterfelde, in den Wäldern um Breslau und anderorts auf Befehl der Staatsführung erschossen.

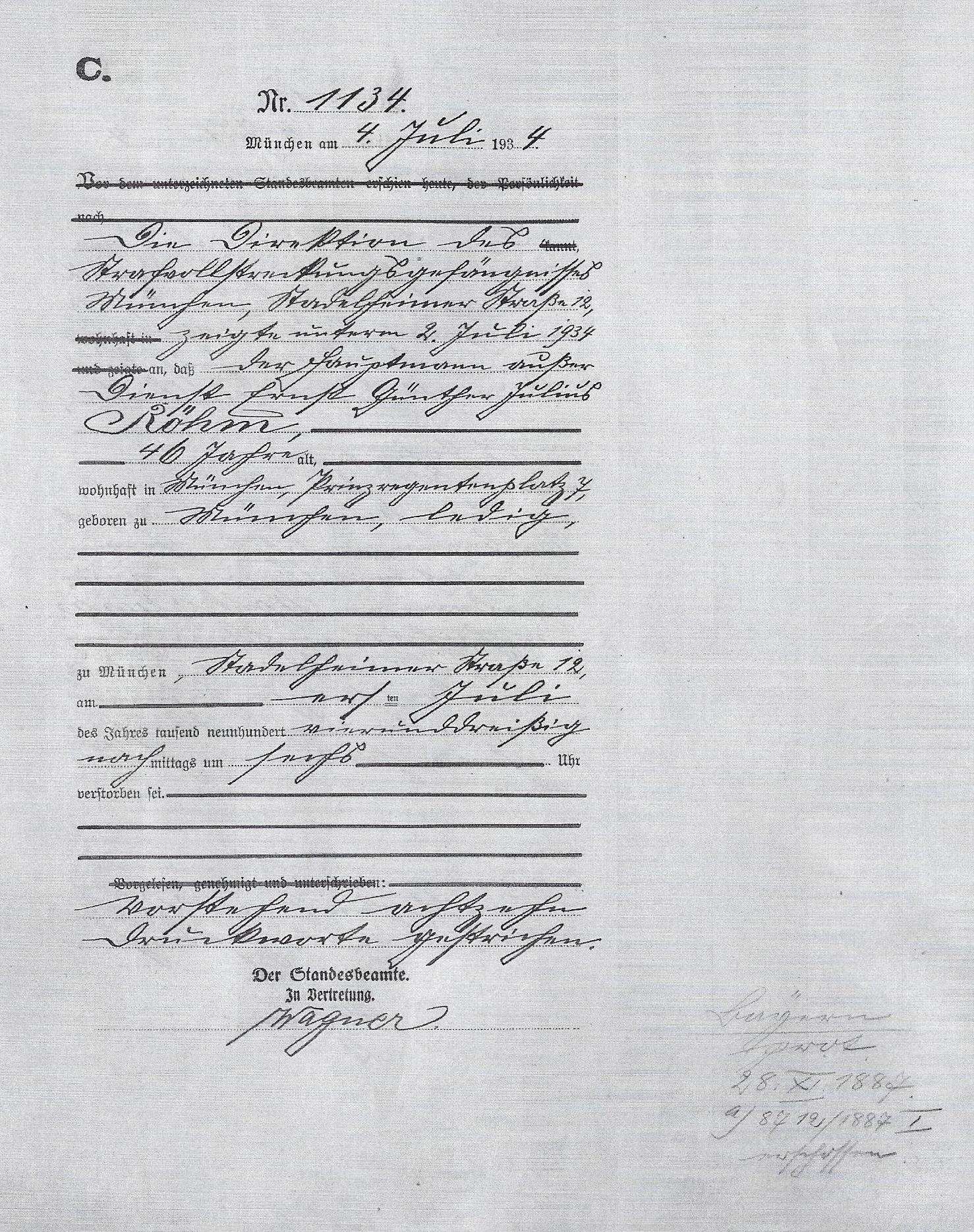
Sterbeurkunde Ernst Röhms

Nachdem Hitler aufgrund seines persönlichen Verhältnisses zu Röhm noch lange hinsichtlich dessen Schicksals geschwankt hatte – am 30. Juni erklärte er noch dem Statthalter von Bayern, Epp, dass er Röhm aufgrund seiner Verdienste begnadigen und eine Erschießung ersparen wolle –, gab er am Nachmittag des 1. Juli dem Drängen verschiedener anderer NS-Führer nach, insbesondere Himmlers und Görings, die ihn bestürmten, dass eine Beseitigung Röhms zwingend notwendig sei, und gab in einem Telefonat mit dem Kommandanten des KZ Dachau, Theodor Eicke, diesem den Befehl zu Röhms Ermordung.
Eicke fuhr daraufhin ins Gefängnis Stadelheim und begab sich zu Röhm in dessen Zelle 70. Zunächst forderte er ihn auf, sich selbst zu erschießen, und legte ihm zu diesem Zweck eine Pistole auf den Tisch der Zelle. Nachdem Röhm die ihm gesetzte Frist zur Selbsttötung ungenutzt verstreichen ließ, wurde die Pistole aus seiner Zelle wieder entfernt. Kurz darauf begaben sich Eicke und der Führer der Wachmannschaft des KZ Dachau Michael Lippert in Röhms Zelle und erschossen ihn.
Röhms Leiche wurde in der folgenden Nacht auf den Perlacher Friedhof gebracht und dort in einem unmarkierten Grab bestattet. Am 21. Juli 1934 wurden die Leichen von Röhm und sechs weiteren Erschossenen auf Befehl des bayerischen Innenministers Wagner exhumiert und eingeäschert. Seine (angebliche) Urne wurde später auf dem Münchner Westfriedhof begraben. Röhms Grab ist bis heute eine Kultstätte für Rechtsextremisten.

## Ehrungen und Auszeichnungen
1933 und 1934 erhielt Röhm eine Anzahl von Ehrenbürgerschaften. Gesichert sind:
- Anlässlich des zehnten Jahrestages des Hitler-Putsches im November 1933 verlieh der bayerische Ministerrat Röhm sowie Hitler, Hindenburg und Epp im Oktober 1933 die (eigens zu diesem Zweck geschaffene) Ehrenbürgerschaft des Staates Bayern.[68]
- Er wurde 1933 oder 1934 Ehrenbürger seiner alten Garnisonsstadt Ingolstadt.[69]
- Und am 25. Mai 1934 wurde er zum Ehrenbürger von Stettin ernannt.[70]

Im April 1933 berief Hermann Göring ihn in den Preußischen Staatsrat.
Am 18. Mai 1933 übernahm Röhm (anstelle von Theodor von Winterstein) auf Bitten des pazifistischen Geschäftsführers Fritz Beck den Vorsitz im Verein Studentenhaus (Studentenwerk der Universität München) und am 29. Mai 1933 zudem den Vorsitz der Akademischen Auslandsstelle. Diese Assoziierung mit Röhm war wahrscheinlich der Grund für Becks Ermordung 1934.

## Überlieferung
Ein großer Teil der Ernst Röhm betreffenden Unterlagen in den Akten der SA und NSDAP wurde nach seiner Exekution 1934 auf Befehl der NS-Führung vernichtet. Ein Großteil der Unterlagen, die in Röhms Privatwohnung sowie in seinem Büro in der Obersten SA-Führung in München, der Berliner Dependance derselben und in Röhms Büro als Reichsminister verwahrt wurden, wurden 1934 beschlagnahmt und gelten als verschollen. Die biographische Forschung über Röhm ist daher seit jeher mit dem Problem konfrontiert, trotz dieser gewaltsam in die Quellenbestände zu ihm hineingerissenen Lücken zu einem möglichst vollständigen Bild der Person und ihres Wirkens zu gelangen. Insbesondere ein persönliches Tagebuch, das Röhm bis mindestens 1923 führte, ist später nicht wieder aufgefunden worden.
Bedingt hierdurch ist erst knapp achtzig Jahre nach Röhms Ermordung mit dem Werk Hitler’s Chief of Staff der australischen Militärhistorikerin Eleanor Hancock eine erste wissenschaftliche Biographie zu Röhm erschienen, während zuvor nur kürzere Profile aus der Feder von Autoren wie Joachim Fest vorlagen. Die erwähnten Lücken werden bei Hancock teilweise kompensiert, indem es ihr gelang, Zugang zu den in privater Hand befindlichen Familienpapieren der Familie Röhm (die u. a. Röhms Korrespondenz mit seiner Mutter und seiner Schwester enthalten) zu erlangen. Des Weiteren stützt sie sich auf an entlegenen Stellen verwahrte Akten über Röhm, wie die im Bolivianischen Staatsarchiv liegenden Unterlagen über Röhms Zeit als Militärinstrukteur in Bolivien sowie auf Akten in deutschen Archiven, die der Vernichtung entgingen, so zum Beispiel Röhms Militärpersonalakte im Bayerischen Hauptstaatsarchiv in München über seine Militärzeit bis 1923 (BHSA: MA: OP 32380) und der Akte zur juristischen Abwicklung von Röhms persönlichen Angelegenheiten nach seinem Tod durch das Münchener Amtsgericht, die im Staatsarchiv München erhalten geblieben ist (Amtsgericht München: Nr. 1934/1767).
Das Geheime Staatsarchiv Preußischer Kulturbesitz in Berlin verwahrt Akten zu verschiedenen während der Jahre 1931 und 1932 durchgeführten Ermittlungsverfahren gegen Röhm (Rep. 84a, Nr. 54166) und zu den von Röhm angestoßenen Ermittlungsverfahren wegen der im Jahr 1932 erfolgten Veröffentlichung von ihn in homosexueller Hinsicht belastenden Briefen, die zu diesem Zweck aus amtlichen Strafakten entnommen worden waren (Rep. 84a, Nr. 54167).
Das Bayerische Hauptstaatsarchiv besitzt eine umfangreiche Sammlung von Zeitungsausschnitten zu Röhm (Slg P 3653).

## Schriften
Hauptwerk
- Die Geschichte eines Hochverräters. Autobiographie, Eher, München 1928 (DNB 577379968). 6 weitere, z. T. revidierte, Neuauflagen 1930, 1933, 1934; außerdem unter dem Titel Die Memoiren des Stabschefs Röhm, Uranus Verlag, Saarbrücken 1934 von Emigrantenkreisen mit ergänzenden Materialien neu herausgegeben (Komplettdigitalisat der Deutschen Nationalbibliothek).

Weitere Veröffentlichungen
- Stammtafel der Familie Röhm, abgeschlossen Juni 1927. Degener & Co., Leipzig 1927.
- Warum ich nach Stadelheim ging! Ein Dokument der Zeit. In: Völkischer Beobachter vom 27. Februar 1927.
- Helden oder Heloten. In: Deutsche Zeitung vom 17. April 1928.
- Drei Briefe Ernst Röhms an Dr. Karl Günter Heimsoth, 1928–29. Broschüre, Berlin 1932 (unautorisiert herausgegeben von Helmuth Klotz).
- SA. und SS. In: Wilhelm Kube (Hrsg.): Almanach der nationalsozialistischen Revolution. 1933, S. 64–71.
- S.A. und deutsche Revolution In: Nationalsozialistische Monatshefte 4 (1933), S. 251–254.
- Die nationalsozialistische Revolution und die SA: Rede vor dem Diplomatischen Korps und der Auslandspresse in Berlin am 18. April 1934. M. Müller & Sohn, Berlin 1934. Auch abgedruckt als Nationalsozialistische Revolution und SA, in: Hochschule und Ausland. Monatsschrift für Kulturpolitik und zwischenstaatliche geistige Zusammenarbeit 12 (1934), Heft 6, S. 1–22.